# Ana de Jesús
Ana de Jesús, OCD, rodným jménem Ana de Lobera y Torres (25. listopadu 1545, Medina del Campo – 4. března 1621, Brusel) byla španělská římskokatolická řeholnice, členka Řádu bosých karmelitek a mystička, známá svými duchovními spisy. Byla blízkou společnicí sv. Terezie z Ávily, které pomáhala jí založený řád rozšiřovat. Katolická církev ji uctívá jako blahoslavenou.

## Život

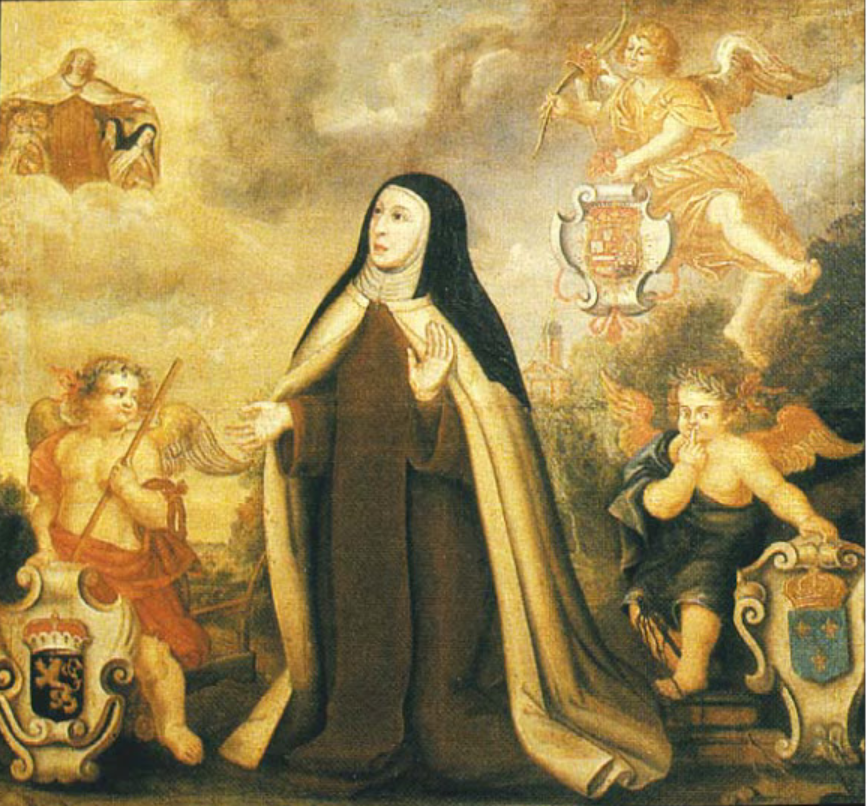
Obraz

Narodila se dne 14. listopadu 1545 v Medina del Campo v provincii Valladolid. Jejími rodiči byli Diego de Lobera a Francisca Torres. Její bratr Cristóbal se stal jezuitou. Jako malá byla považována za hluchoněmou, teprve v sedmi letech se naučila mluvit. Její otec zemřel několik měsíců po jejím narození a její matka zemřela, když jí bylo devět let. Po osiření bydlela u příbuzných svého otce.
Po složení slibu panenství vstoupila v roce 1570 v klášteře sv. Josefa v Ávile do Řádu bosých karmelitek, který založila nedlouho před tím sv. Terezie z Ávily. V roce 1571 byla ještě jako novicka poslána do nově zřízeného kláštera v Salamance, kde také složila řeholní sliby. Zůstala tam do roku 1575. Toho roku doprovázela sv. Terezii z Ávily při založení kláštera v Beas a stala se jeho první převorkou.
Poté žila v klášteře v Granadě, než roku 1586 založila klášter v Madridu, kde také sloužila jako převorka. Tam se dostala do sporu s bratrem Nicolásem Doriou, který byl duchovním vůdcem kláštera. Ten neoprávněně upravoval stanovy řádu, které vytvořila sv. Terezie z Ávily. Napsala proto papeži Sixtu V., který jí dne 5. června 1590 vyhověl a potvrdil stanovy. Nicolás Doria si však stěžoval španělskému králi Filipovi II., který mu zprvu vyhověl, avšak poté, co si vyslechl ji a její spolusestry znovu obnovil vnitřní radu kláštera a naléhal na papeže, aby platné stanovy definitivně schválil, což se stalo 25. dubna 1591. I přes toto zadostiučinění zůstal Nicolás Doria duchovním vůdcem kláštera a všemožně ji utlačoval, kdy ji dlouhou dobu nepřipouštěl ke svatému přijímání a izoloval od ostatních sester.
Poté byla poslána znovu do Salamanky, kde byla v letech 1596–1599 převorkou zdejšího kláštera. Byla přítelkyní sv. Jana od Kříže , který jí zasvětil své dílo Duchovní píseň. Svěřil jí také k opatrování jednu ze svých knih.

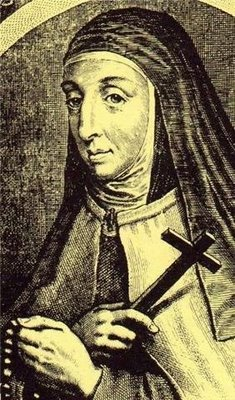
Její vyobrazení

Byla poslána spolu s dalšími sestrami do Francie, kde založila 16. října 1604 v Paříži klášter. Mezi její spolupracovníky a podporovatele zde patřili např. bl. Marie od Vtělení, která byla první Francouzskou v řádu, biskup sv. František Saleský, nebo kardinál Pierre de Bérulle. Po úspěšném zavedení řádu ve Francii založila další klášter v Pontoise (15. ledna 1605) a v Dijonu (21. září 1605).

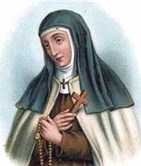
Obraz

Na přání infantky Isabely Kláry Evženie a arcivévody Albrechta odešla do Bruselu, aby zde založila nový klášter bosých karmelitek. Byla pak jeho představenou až do své smrti. Poté založila další kláštery v Lovani a Mons a pomáhala dojednat zřízení klášterů v Antverpách a v Krakově.
Zemřela dne 4. března 1621 v Bruselu s pověstí svatosti.

## Úcta
Její beatifikační proces započal dne 2. května 1878, čímž obdržela titul služebnice Boží. Dne 28. listopadu 2019 ji papež František podepsáním dekretu o jejích hrdinských ctnostech prohlásil za ctihodnou. Dne 14. prosince 2023 byl uznán zázrak na jeho přímluvu, potřebný pro jej blahořečení.
Blahořečena pak byla dne 29. září 2024 na Stadionu krále Baudouina v Bruselu papežem Františkem během jeho návštěvy Belgie.
Její památka je připomínána 25. listopadu. Bývá zobrazována v řeholním oděvu.